# Rufayda
Rufayda és una tribu àrab de l'Aràbia Saudita, establerta a la regió de l'Asir, a l'entorn d'Abha.
El xeic dels Rufayda va agafar el poder a l'Alt Asir, que depenia dels xerifs Khayràtides d'Abu Arish, el 1801, i el va conservar fins després del 1818. El 1823 el xeix ja havia estat substituït en el poder de la zona pel xeic dels Banu Mughayd.